# Huang Yali
Huang Yali (Chino simplificado: 黄雅莉, chino tradicional: 黃雅莉, pinyin: Huáng Yǎlì)  (22 de marzo de 1989) es una cantante de género pop china, que obtuvo el sexto lugar en un concurso de canto llamado "Super Girl" en 2006.

## Biografía
Huang nació y se crio en Yutan Town, Ningxiang County, la ciudad de Changsha, provincia de Hunan, China. Durante sus años de infancia, Huang desarrolló su interés por cantar y experimentó con varias y diferentes técnicas vocales, después de escuchar temas musicales de famosos cantantes como Cai Yilin y Sun Yanzi. 
Cuando todavía era estudiante a los 16 años de edad, Huang participó en un concurso de canto en 2005 en el evento de Super Girl. Ella ganó en una segunda competición de clasificación en Changsha, más adelante terminó en la sexta competencia global. En 2007, Huang se fue a Tokio y Singapur para estudiar música.
Su primer single titulado fue "Hudie Quanbian" (蝴蝶泉边), grabado durante el tiempo que estuvo en Super Girl. Se unió a EE-Media en 2005. Su álbum debut, titulado "Baby" (崽崽), fue lanzado el 19 de diciembre de 2006. El 11 de julio de 2008, se unió a Linfair Records Ltd. Su segundo álbum, titulado "I no temerá "(雅莉 不怕), fue lanzado el 19 de junio de 2009. Su tercer álbum, titulado "Former girlfriend" (前任 女友), fue lanzado el 20 de diciembre de 2010. Su cuarto álbum, titulado "Annual ring" (年轮 ), fue lanzado el 26 de octubre de 2012.

## Discografía

### Álbumes
| Fecha de lanzamiento | Título            | Título en chino |
| -------------------- | ----------------- | --------------- |
| 2006                 | Baby              | 崽崽            |
| 2009                 | I shall not fear  | 雅莉不怕        |
| 2010                 | Former girlfriend | 前任女友        |
| 2012                 | Annual ring       | 年轮            |

### Singles
| Fecha de lanzamiento | Título         | Título en chino |
| -------------------- | -------------- | --------------- |
| 2006                 | Hudie Quanbian | 蝴蝶泉边        |

## Filmografía
| Año  | Título                               | Personaje | Título en chino |
| ---- | ------------------------------------ | --------- | --------------- |
| 2006 | TV: Meili Fenbei                     |           | (美丽分贝       |
| 2007 | Film: Hard to Get Notre Dame Tickets |           | 一票难求        |
| 2007 | TV: The guy was gorgeous             |           | 那小子真帅      |